# 1 Litre no Namida (livro)
1 Litre no Namida (1リットルの涙, Ichi Rittoru no Namida, lit. "1 Litro de Lágrimas"; também chamado de Um Diário com Lágrimas ou Um Diário de Lágrimas) é um diário dramático de tragédia, escrito pela adolescente japonesa Aya Kitō (木藤亜也, Kitō Aya), e publicado pouco antes de sua morte.
O diário é uma história verdadeira, e foi originalmente escrito em primeira pessoa. Nele, Kitō, uma adolescente abalada após descobrir uma doença degenerativa, conta a sua rotina. Ela escreve no diário não apenas o que faz, mas também como se sente, e as dificuldades pelas quais passou. Inicialmente, o objetivo do diário era narrar as impressões que ela tinha sobre como a doença estava afetando sua vida diária. À medida que a doença progredia, no entanto, o diário se tornou a saída de Kitō para descrever as intensas lutas pessoais pelas quais ela passou ao lidar, se adaptar, e, finalmente, tentar sobreviver à sua doença.

## Resumo
Aya Kitō foi diagnosticada com degeneração espinocerebelar quando tinha 15 anos de idade. A doença faz com que a pessoa perca gradualmente o controle sobre seu corpo, mas mantendo toda a capacidade mental. Em seu estágio final, Aya não podia comer, andar ou conversar.
Através da família, exames médicos e reabilitações, a adolescente conviveu com a doença até os 25 anos, quando faleceu.

## Filme
Um litro de lágrimas é a versão cinematográfica do livro, lançada em 2005.

## Séries de TV
Um drama de TV japonês, baseado no livro, foi ao ar na Fuji TV em 2005, com o mesmo título, 1 Litre no Namida. Na série, a personagem principal Aya Ikeuchi, interpretada por Erika Sawajiri, é uma garota com a mesma doença de Aya Kitō, e que passa por muitos dos mesmos problemas descritos no diário.
Um drama de TV indonésio, com o título Buku Harian Nayla, foi ao ar pela RCTI em 2006, também com base no livro e na vida de Aya. A personagem principal Nayla, interpretada por Chelsea Olivia, é uma garota com a mesma doença de Aya Kitō, e que também passa por muitos dos mesmos problemas.